# Верхняя височная борозда
Верхняя височная борозда (лат. sulcus temporalis superior, STS, также параллельная борозда — лат. sulcus parallelis) — борозда, отделяющая верхнюю височную извилину от средней височной извилины, располагается на дорсолатеральной поверхности височной доли, начинается вблизи от височного полюса и тянется в каудальном направлении параллельно латеральной борозде, задним концом простираясь в область теменной доли.

## Нейрофизиология
При исследовании STS было выявлено множество функций данной области: участие в ToM и социальной перцепции, аудиовизуальная интеграция, анализ биологических движений, восприятие человеческой речи, и распознавание лиц; Грит Хейн и Роберт Найт объясняют это совместной активацией STS с различными участками лобных долей и медиально-височной доли, отвергая гипотезу о разделении функций между задней и передней областей STS.
Верхняя височная борозда является основным компонентом «социального мозга» в одноименной концепции, вовлечена в процесс понимания действий и их имитации, а также восприятия человеческого голоса.
STS (или же только задняя область STS) активна в процессе восприятия биологических движений и, предположительно, правая задняя область STS вовлечена в анализ намерений других людей совершить какие-либо действия.
Верхняя височная борозда играет особую роль в распознавании эмоций по лицевой экспрессии (участвуя в распределенной системе распознавания лиц).

## Патология
Анатомическая и физиологическая патология STS (пониженный объем серого вещества, гипоперфузия, и патологическая активация во время социальных взаимодействий) на ранних этапах развития, предположительно, могут быть первым этапом в каскаде нейрональной дисфункции, лежащей в основе расстройств аутического спектра.